# Смит, Эдвард Ганбот
Эдвард «Gunboat» Смит (17 февраля 1887 года — 6 августа 1974 года) — американский боксёр ирландского происхождения, киноактёр, рефери бокса. Среди самых известных людей, с которыми он оказался на ринге были легендарный Джек Демпси, Гарри Греб, Сэм Лэнгфорд и Жорж Карпантье.

## Карьера в боксе
Смит родился в Филадельфии, штат Пенсильвания. Он провел большую часть своей юности в детских домах, работая на фермах и на железных дорогах. Он присоединился к военно-морскому флоту США, где начал заниматься боксом и выиграл чемпионат Тихоокеанского флота в тяжелом весе.
В 1910 году Смит стал известен в районах Окленда и Сан-Франциско, выступив в качестве спарринг-партнера Джека Джонсона и Стэнли Кетчела перед их боем за чемпионский титул в супертяжелом весе. Писатель Джек Лондон знал Смита и помогал финансировать его тренировки.
С 1912 по 1915 год Смит зарекомендовал себя как ведущий кандидат на титул в супертяжелом весе, победив, среди прочих, чемпиона Британии и Британской империи Бомбардира Билли Уэллса и будущего чемпионом мира Джесса Уилларда. Также у него состоялось два боя с Сэмом Лэнгфордом, в одном из которых он проиграл, а в другом победил (это особенно значимое событие, так как многие белые бойцы отказывались биться с черными оппонентами). Среди его противников было еще много знаменитых бойцов, но, когда перед смертью ему задали вопрос, кого он считает величайшим из тех, кто ему встречался, он ответил: "Лэнгфорд - лучший из всех."
В 1914 году Смит выиграл чемпионат в супертяжелом весе «Белая надежда». Этот титул, созданный боксерскими промоутерами из-за непопулярности чёрного чемпиона в супертяжелом весе Джека Джонсона, так и не получил широкого признания. Он уступил «титул» Жоржу Карпантье в том же году в бою с призовым фондом в 9 000 фунтов стерлингов.
После 1916 года карьера Смита пошла на спад; в 1917 году он проиграл по очкам по решению судей будущему чемпиону Джеку Демпси в горячо оспариваемом бою из четырех раундов. Год спустя, он побывал в 9 нокдаунах в бою с Демпси, который пострадал от нокаута во втором раунде.
В 1920 и 1921 годах Смит потерпел ряд проигрышей через нокаут и ушел на пенсию после того, как был нокаутирован Гарри Уиллсом, который выступал в супертяжелом весе. В итоге в его хронике 81 победа, 46 проигрышей и 13 ничьих, в общей сложности 140 боев. «Это выглядит не очень значимо на бумаге, — заметил Дэйв Аллен, — но становится намного более впечатляющим, когда вы принимаете во внимание, что он бился с самыми лучшими бойцами его времени».

## После бокса
После ухода на пенсию Смит продолжал заниматься различными направлениями: агентом на Уолл-стрит, частным полицейским в Мэдисон Сквер Гарден и Стадионе Янки, а также сыграл несколько небольших ролей в немых фильмах, в том числе «Великий Гэтсби» и «Крылья», которая стала победителем первой премии Академии как «Лучшая картина». Он также был рефери в боксерских боях, таких как бой чемпионата в среднем весе Гарри Греба против Тайгера в 1926 году, и спорного боя Макса Шмелинга против Джека Шарки в чемпионате в супертяжелом весе в 1932 году.